# Maladie de perte de tissus des coraux

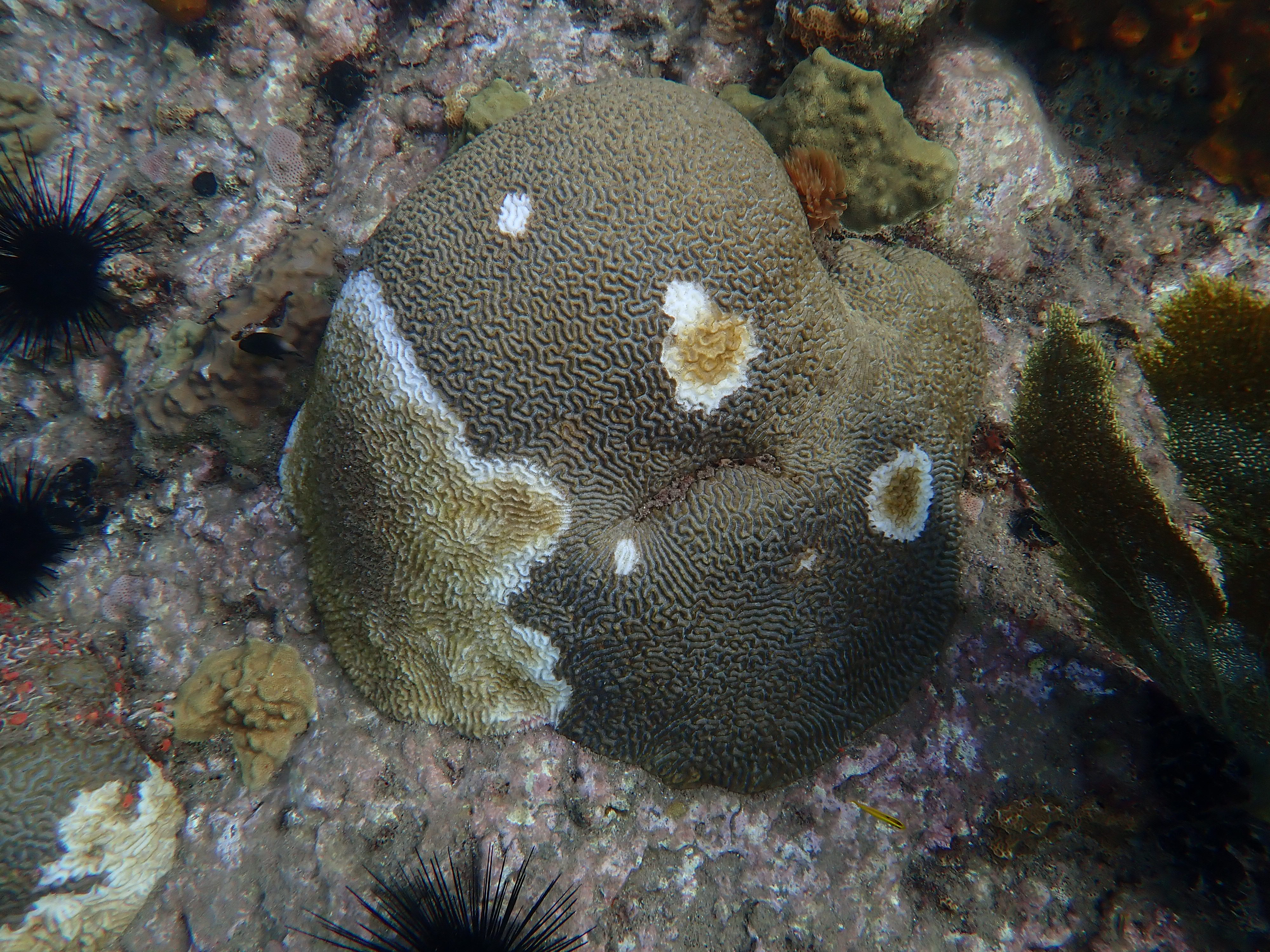
photo de corail atteint de stony coral tissue loss disease

La maladie de perte de tissus des coraux (stony coral tissue loss disease en anglais) est une maladie touchant certaines espèces de coraux de la mer des Caraïbes. Cette maladie a priori bactérienne est apparue en Floride en 2014 et s'est propagée depuis la fin des années 2010 à l'ensemble du bassin caribéen. 
La maladie ressemble à d'autres phénomènes de blanchissement des coraux, avec l'apparition d'un bande de tissu mort qui se propage ensuite à tout l'organisme. La contagion vers les colonies voisines est assez rapide sur un même site. La pratique de la plongée avec du matériel non désinfecté et l'utilisation d'eau de ballast peut favoriser la propagation de la maladie d'un site à l'autre.
Les premières espèces touchées sont généralement les coraux encroutants ou en colonne comme les Dendrogyra, Meandrina, Colpophyllia ou Diploria.

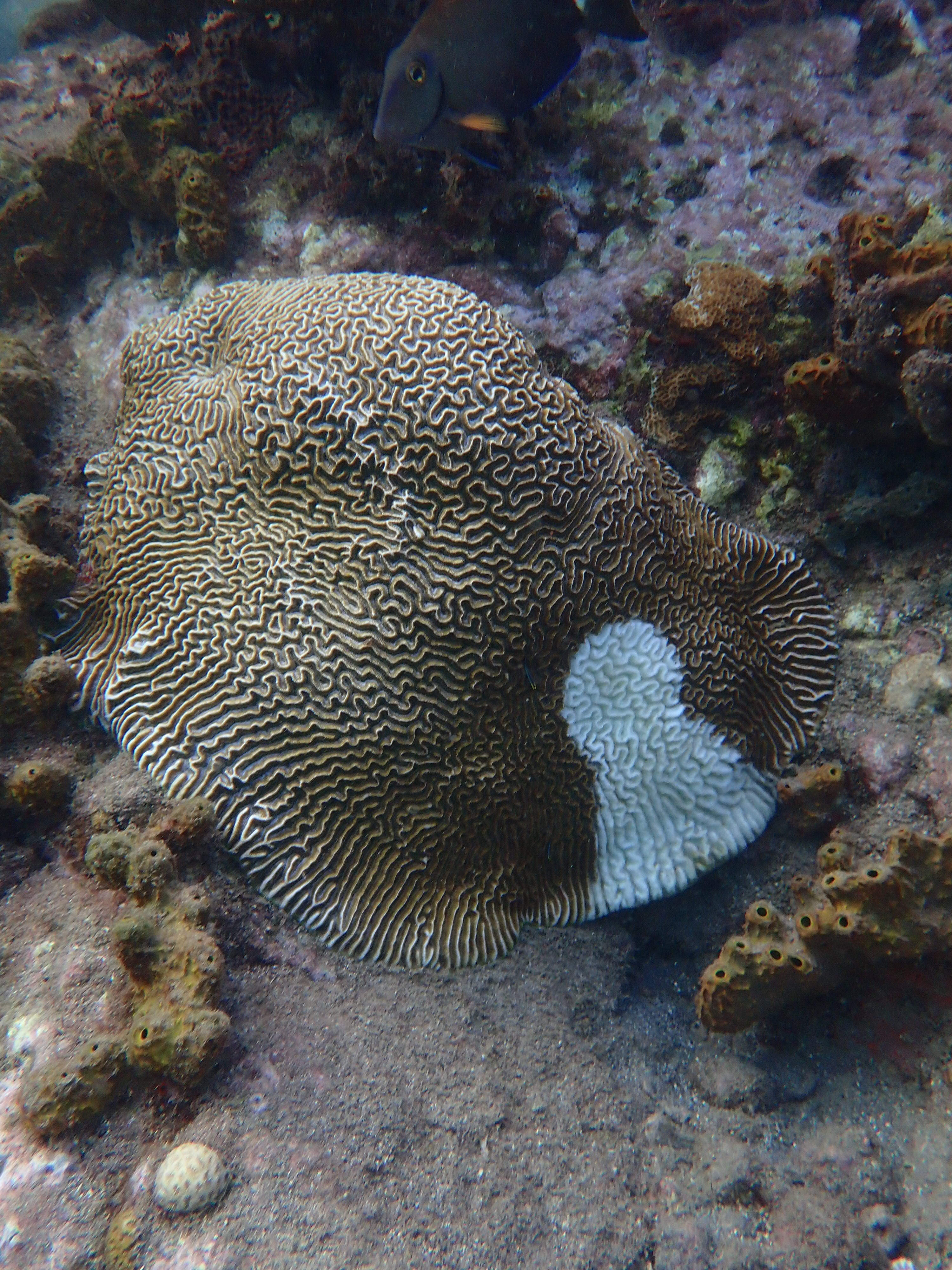
Corail faiblement touché
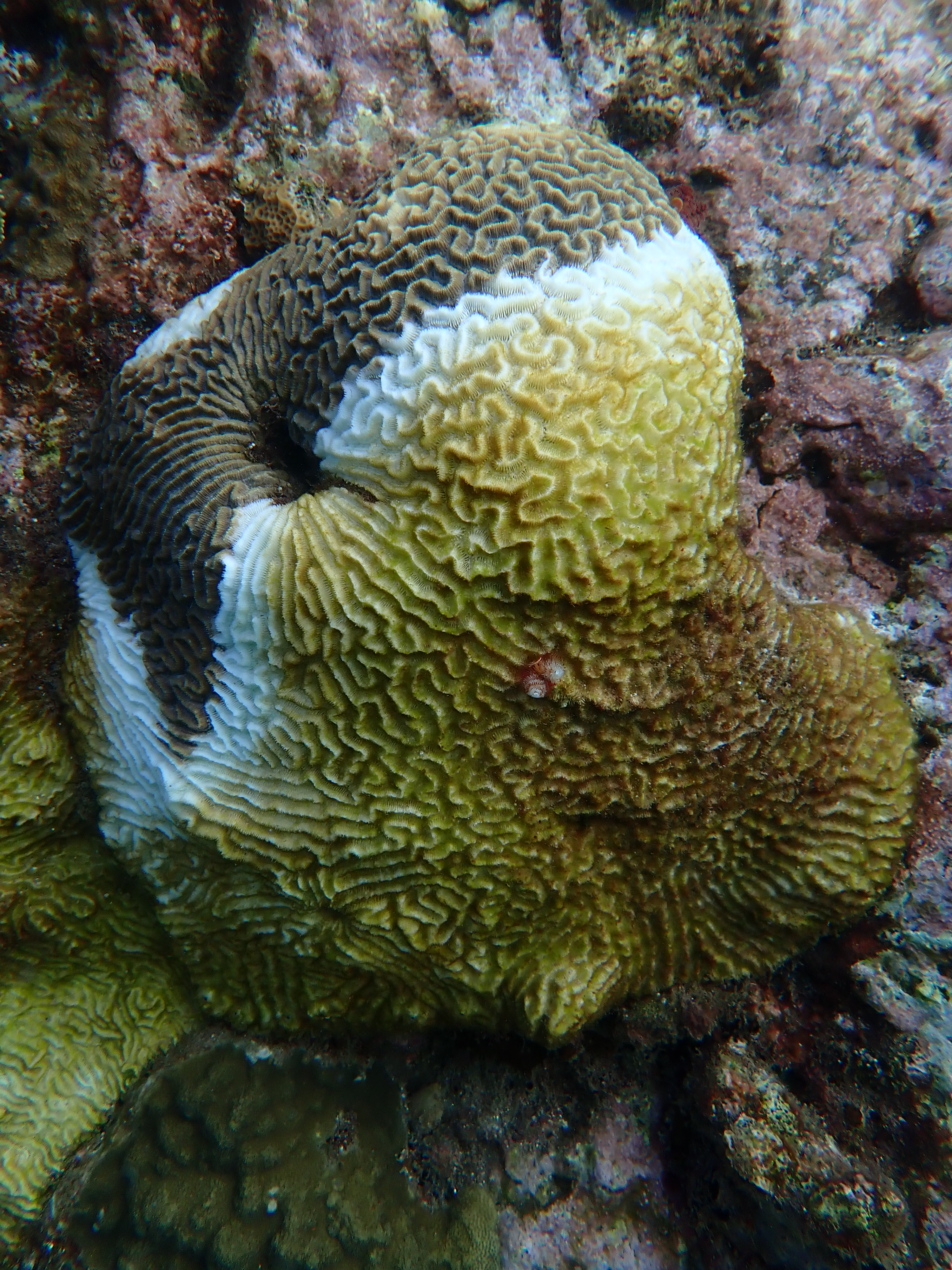
Corail fortement touché